# Верховный суд Эстонии
Верхо́вный су́д Эсто́нии (также называемый Госуда́рственный су́д Эсто́нии, эст. Riigikohus) — государственный орган, являющийся высшей судебной инстанцией в Республике Эстония, пересматривающей судебные решения в кассационном порядке, одновременно исполняет также задачи в сфере конституционного надзора.

## История
Учредительное собрание Эстонии приняло закон о Государственном суде 21 октября 1919 года (Riigikohtu seadus). Его первое заседание состоялось 14 января 1920 года в Тарту. В 1935 году штаб-квартира Государственного суда переехала из Тарту в Таллин. После установления советской власти и образования Эстонской Советской Социалистической Республики летом 1940 года Государственный суд был упразднён. Его последнее заседание состоялось 31 декабря 1940 года. 
В этот период работал Верховный суд Эстонской ССР, избираемый Верховным Советом Эстонской ССР сроком на 5 лет. Верховный суд Эстонской ССР действовал в составе 2 судебных коллегий (по гражданским и по уголовным делам) и Пленума. Кроме того, работал Президиум Верховного суда.
27 мая 1993 года заново собранный Эстонский Государственный суд провел своё первое заседание после Второй мировой войны.

## Состав
Государственный суд состоит из 19 (государственный суд; раздел судьи) судей (вместе с председателем суда). Судьи назначаются на должность эстонским парламентом (Рийгикогу) по представлению Председателя Государственного суда. Председатель Государственного суда также назначается парламентом по предложению Президента Эстонии. Срок его пребывания на посту — пять лет, причём он не может быть назначен повторно сразу по окончании срока и занимать пост в возрасте старше 70 лет. Судьи Государственного суда назначаются пожизненно, но также должны оставить пост по достижении 70 лет. В своей деятельности судьи имеют полную независимость и подчиняются только закону.  

### Председатели (главные судьи)
- Каарель Партс (1919—1940)
- Райт Марусте (1993-1998)
- Уно Лёхмус (1998-2003)
- Мярт Раск (2003-2013)
- Приит Пикамае (с 2013 года)

## Структура

### Кассационные коллегии
Судьи являются членами одной из трех кассационных коллегий: 
- коллегия по административным делам (5 членов),
- коллегия по уголовным делам (5 членов),
- коллегия по гражданским делам (7 членов)*( государственный суд; раздел судьи)

Коллегии рассматривают кассационные жалобы и заявления о пересмотре дел по вновь открывшимся обстоятельствам.

### Судебная коллегия конституционного надзора
Судебная коллегия конституционного надзора (põhiseaduslikkuse Järelevalve kolleegium) осуществляет контроль за соответствием Конституции всех нормативных актов страны (в том числе положений международного договора), рассматривает жалобы на решения Парламента, Президента и Избирательной комиссии, даёт заключения конституционно-правового характера, рассматривает вопрос о прекращении деятельности партии. Коллегия выполняет как абстрактный, так и конкретный нормоконтроль.
Конституционная коллегия состоит из девяти членов суда, каждый год происходит ротация двух её членов на судей, входящих в другие коллегии (по принципу равного представительства). Председатель Верховного суда в силу занимаемой должности является председателем Конституционной коллегии.

### Специальная коллегия (ad hoc)
Специальная коллегия (Riigikohtu erikogu) решает споры связанные с расхождением правовых позиций между различными коллегиями Государственного суда по поводу правильной интерпретации законов.  В состав специальной коллегии входят по двое судей от каждой коллегии. Толкование закона, данное специальной коллегией является обязательным при принятии в последующем решений всеми коллегиями.

### Пленум Государственного суда
Высшим внутриорганизационным органом является Пленум Государственного суда (Riigikohtu üldkogu). Он включает в себя всех судей Государственного суда и имеет кворум, если на нём присутствуют 11 членов суда. Пленум принимает решение простым большинством голосов судей. Он несет ответственность за назначение и увольнение судей первой инстанции. Под его дисциплинарной властью находятся все эстонские судьи.
В исключительных случаях Пленум может рассматривать судебные дела, если имеются противоречии и необходимо прийти к единообразному решению.

## Внешние ссылки
- Официальный сайт  (эст.) (рус.) (англ.)
- Брошюра Верховный суд Эстонии, 2004.  (англ.)